# Бабашур (Селтинський район)
Бабашу́р (рос. Бабашур) — присілок у складі Селтинського району Удмуртії, Росія.

## Населення
Населення — 20 осіб (2010; 37 в 2002).
Національний склад станом на 2002 рік:
- удмурти — 89 %

## Урбаноніми[3]
- вулиці — Південна, Північна